# Pasha Parfeny
Pasha Parfeny (30 mei 1986) is een Moldavisch zanger.

## Biografie
Parfeny raakte bekend in Moldavië als lid van SunStroke Project. In 2009 werd de band derde in de Moldavische voorronde voor het Eurovisiesongfestival. Later dat jaar scheidden de wegen van Parfeny en SunStroke Project. In 2010 won de band de Moldavische voorronde. Pasha Parfeny eindigde tweede, na zijn voormalige groep. In 2012 was het dan eindelijk raak voor Pasha Parfeny. Hij won de nationale finale met het nummer Lăutar. Hiermee vertegenwoordigde hij Moldavië op het Eurovisiesongfestival 2012, in de Azerbeidzjaanse hoofdstad Bakoe. Hij slaagde erin zich vanuit de have finale te kwalificeren voor de finale en eindigde daar op de elfde plaats. Een van zijn achtergrondzangeressen was Aliona Moon, met wie hij een jaar later opnieuw naar het Eurovisiesongfestival ging, echter dit keer waren de rollen omgekeerd. Parfeny componeerde voor haar het lied O mie en begeleidde haar op het podium achter de piano.
Parfeny werd in 2023 opnieuw geselecteerd om naar het Eurovisiesongfestival te gaan, dat gehouden zal worden in het Britse Liverpool. Met het lied Soarele şi Luna trad hij aan in de eerste halve finale. Aan het einde van de avond werd duidelijk dat hij zich voor de tweede keer had gekwalificeerd voor de finale. In de finale belandde hij dit keer op de achttiende plek.
2005: Zdob și Zdub · 
2006: Arsenium & Natalia Gordienko · 
2007: Natalia Barbu · 
2008: Geta Burlacu · 
2009: Nelly Ciobanu · 
2010: SunStroke Project & Olia Tira · 
2011: Zdob și Zdub · 
2012: Pasha Parfeny · 
2013: Aliona Moon · 
2014: Cristina Scarlat · 
2015: Edoeard Romanjoeta · 
2016: Lidia Isac · 
2017: SunStroke Project · 
2018: DoReDoS · 
2019: Anna Odobescu · 
2021: Natalia Gordienko · 
2022: Zdob și Zdub & Frații Advahov · 
2023: Pasha Parfeny · 
2024: Natalia Barbu